# Alketa Vejsiu
Alketa Vejsiu (n. 19 ianuarie 1982, Tirana, Albania) este o o cântăreață  și prezentatoare de televiziune albaneză.